# Татјана Дмитријева
Татјана Дмитријева (рус. Татья́на Бори́совна Дми́триева; 21. децембар 1951 — 1. март 2010) је била руски психијатар, члан Руске академије медицинских наука и министар здравља.

## Биографија
Рођена је 21. децембра 1951. у Иванову у породици лекара. Године 1969. је завршила средњу школу и уписала Медицински факултет, дипломирала је 1975. Од 1975. до 1976. је обављала приправнички стаж на психијатрији у Иванову. Од 1976. до 1978. је студирала клиничку специјализацију, од 1978. до 1981. редовне постдипломске студије у Државном научном центру за социјалну и форензичку психијатрију у Москви. Године 1981. је одбранила докторску дисертацију „Депресија код адолесцената”, а 1990. докторску тезу „Динамика психопатија (клиничке варијанте, биолошки механизми, принципи терапијске корекције)”. Од 1981. је радила као млађи научни сарадник, од 1983. као виши научни сарадник, од 1986. као шеф клиничког одељења института, од 1989. до 1990. као заменик директора Института за науку, од 1990. до 1996. и од 1998. до 2010. као директор Државног научног центра за социјалну и судску психијатрију. На институту је развила нове правце у еколошкој, индустријској, етно-културној психијатрији, организацији медицинске и психолошке помоћи у ванредним ситуацијама, терористичким нападима, превенцији занемаривања и бескућништва код деце и адолесцената. Развила је методолошку основу за обуку специјалиста за форензичко психијатријско испитивање и сродним дисциплинама. Била је председник Одељења за психијатрију Академског савета Министарства здравља Руске Федерације и заменик председника Савета за дисертацију. Од 1992. до 2010. је организовала и водила Катедру за социјалну и судску психијатрију Првог Московског државног медицинског универзитета. Године 1995. је била потпредседник Руског друштва психијатара. Од 1998. је била на челу Управног одбора Јавне добротворне фондације за подршку „Здравље”. Од 1996. до 1998. је била министарка здравља, у Влади Руске Федерације је држала концепте развоја здравства и медицинске науке до 2005. године, изградила је регионалну политику и поставила темеље здравственом систему у земљи. Под њеним руководством и уз директно учешће је створена нова организациона и законодавна основа за судско-психијатријску службу у земљи и развијени правни и етички темељи психијатријске заштите. Као министарка здравља је била и копредседавајући Руско-турске међувладине комисије за трговину, економску, научну и техничку сарадњу. Од 1996. до 2010. је била председница комисије за здравствену заштиту Савета безбедности Руске Федерације. Године 1998. је изабрана за председника Руског медицинског друштва. Од 1997. је дописни, а од 1999. редовни члан Руске академије медицинских наука, од 2001. је члан Президијума Руске академије медицинских наука. Године 1999. је изабрана у Државну думу, била је члан Генералног савета партије јединства и отаџбине али је касније напустила политичку каријеру. Била је главни уредник Руског психијатријског часописа и часописа „Клиничка испитивања лекова у Русији”, „Међународног часописа за научна истраживања у области болести зависности”, као и члан уређивачких одбора бројних руских и страних часописа. Под њеним уредништвом је објављен први руски приручник о социјалној психијатрији 2001. Учествовала је као говорник на домаћим и међународним конгресима и конференцијама о психијатрији и терапији наркоманије које су организовали Светска здравствена организација, Европска унија, Савет Европе, Светски конгрес психијатара и Светско удружење психијатара. Од 2002. године је руководилац радне групе за законодавну подршку у области психијатрије Комитета за науку, културу, здравство и екологију Савета Федерације и члан владине комисије за питања малолетника. Године 2004. је изабрана за члана Научног саветодавног одбора Центра за улагања у здравље и развој Европске канцеларије Светске здравствене организације у Венецији. Од 2005. је члан Међународног одбора за контролу наркотика, председавала је Управним одбором Руске асоцијације фармацеутских произвођача, од 2006. је председница Управног одбора Јавне фондације „Очување културних добара” и главни психијатар Министарства здравља и социјалног развоја Русије. Године 2005. је основала Јавни савет за ментално здравље при Министарству здравља и социјалног развоја Русије уз учешће корисничких организација. Преминула је 1. марта 2010. у Мосвки од карцинома, сахрањена је 4. марта 2010.

## Публикације
Објавила је 350 научних радова, укључујући двадесет и две монографије, шест уџбеника, једанаест приручника за лекаре и психологе, седам ауторских сертификата и проналазака. Неки од њених значајних радова су:
- Комментарии к законодательству Российской Федерации в области психиатрии
- Криминальная агрессия женщин с психическими расстройствами
- Клиническая нейрохимия в психиатрии
- Очерки социальной психиатрии
- Новое российское законодательство и актуальные проблемы судебной психиатрии
- Нейрохимия динамики психопатий
- Психиатрия. Национальное руководство
- Руководство по социальной психиатрии
- Руководство по судебной психиатрии
- Социальная психиатрия: современные представления и перспективы развития. Обозрение психиатрии и медицинской психологии им. В. М. Бехтерева